# 大石賴氏家族墓
大石賴氏家族墓位於四川省瀘州市敘永縣，文物遺址年代判定為清。2012年7月16日公佈為第八批四川省文物保護單位。

## 簡介[2]
大石賴氏家族墓位於四川省瀘州市敘永縣大石鄉互助村三社。墓葬建於清代，坐西向東，占地面積418平方公尺，墓塚3個，為父子三人墓群。墓葬雕刻豐滿精細，線條細膩流暢，內容豐富深刻，特別是墓碑及山牆鐫刻的由其後裔賴大成的顏體文字，書法雄氣峻秀，筆力道勁，具有很高的歷史價值和鑒賞價值，墓坊雕刻技藝對研究古墓葬的建造具有較為科學價值和藝術審美價值。1987年，大石賴氏家族墓被四川省瀘州市敘永縣人民政府公佈為縣級文物保護單位。